# Група класів ідеалів
Група класів ідеалів — абелева група, що виникає в комутативній алгебрі і алгебраїчній теорії чисел. Вона певною мірою визначає наскільки деяке кільце Дедекінда (чи, більш загально, кільце Круля) близьке до того щоб бути факторіальним. Для факторіальних кілець і тільки для них дана група є тривіальною.

## Визначення
Нехай {\displaystyle A} — кільце Дедекінда і {\displaystyle K} — його поле часток. Група класів ідеалів {\displaystyle C_{A}} кільця {\displaystyle A} визначається як факторгрупа
{\displaystyle C_{A}=J_{A}/P_{A}.\,}
У визначенні використані позначення
- {\displaystyle J_{A}} — група дробових ідеалів, з операцією множення

{\displaystyle IJ=\left\{\left.\sum _{i=1}^{n}a_{i}b_{i}\right|a_{i}\in I,b_{i}\in J\right\},}
Група {\displaystyle J_{A}} є вільною абелевою групою, базисом якої є прості ідеали кільця {\displaystyle A}.
- {\displaystyle P_{A}} — підгрупа головних дробових ідеалів, тобто дробових ідеалів виду

{\displaystyle (a)=A\cdot a\subset K}
для {\displaystyle a\in K}.
Також групу класів можна визначити за допомогою відношення еквівалентності: ідеали {\displaystyle \ I} та {\displaystyle \ J} дедекіндового кільця є еквівалентними, якщо, для деяких {\displaystyle \alpha ,\beta \in A} виконується {\displaystyle \ \alpha I=\beta J}.

## Приклади
- Кільця {\displaystyle \mathbb {Z} ,} {\displaystyle \mathbb {Z} [\omega ]}, {\displaystyle \mathbb {Z} [i]}, де ω — кубічний корінь з 1, i — квадратний корінь з −1, є факторіальним і тому їх групи класів ідеалів є тривіальними.
- Для кільця {\displaystyle A=\mathbb {Z} [{\sqrt {-5}}]} група класів ідеалів має два елементи.

## Властивості
- Група класів ідеалів є тривіальною тоді і тільки тоді, коли кільце {\displaystyle A} — факторіальне.
- Якщо {\displaystyle K} — алгебраїчне числове поле, {\displaystyle A} — його кільце цілих чисел, то відповідна група класів ідеалів є скінченною.
- Довільна абелева група є групою класів ідеалів деякого кільця Дедекінда.